# Kurtboğazı-Talsperre
Die Kurtboğazı-Talsperre (türkisch Kurtboğazı Barajı) befindet sich 8 km nördlich der Stadt Kazan sowie knapp 40 km nordnordwestlich der Hauptstadt Ankara in der gleichnamigen türkischen Provinz.
Die Kurtboğazı-Talsperre wurde in den Jahren von 1963 bis 1967 am Kurt Deresi, einem rechten Nebenfluss des Ova Çayı, errichtet.  
Die Talsperre dient hauptsächlich der Trinkwasserversorgung von Ankara sowie der Bewässerung einer Fläche von 3780 ha. 
Das Absperrbauwerk ist ein 52,6 m (nach anderen Angaben 54 m) hoher Erdschüttdamm.  
Das Dammvolumen beträgt 834.000 m³.  
Der Stausee bedeckt bei Normalstau eine Fläche von 5,5 km². 
Das Speichervolumen beträgt 96,9 Mio. m³. 
Die Talsperre liefert jährlich 67 Mio. m³ Trinkwasser.